# Liste von Filmen mit Bezug zu Gehörlosigkeit
In der Liste von Filmen mit Bezug zu Gehörlosigkeit sind bekannte Filme verzeichnet, die Gehörlosigkeit thematisieren.

## Liste von Filmen zu Gehörlosigkeit
| Filmtitel                                                       | Regie                         | Produktionsland                        | Jahr | Anmerkungen |
| --------------------------------------------------------------- | ----------------------------- | -------------------------------------- | ---- | --- |
| Schweigende Lippen                                              | Jean Negulesco                | USA                                    | 1948 | Melodram über eine gehörlose, junge Frau, der im Kanada des 19. Jahrhunderts die Gebärdensprache gelehrt wird. |
| Mandy                                                           | Alexander Mackendrick         | Vereinigtes Königreich                 | 1952 | In dem Filmdrama geht es um die junge gehörlose Mandy, deren Familie Schwierigkeiten hat, sie angemessen zu fördern. |
| Sein großer Kampf                                               | Joseph Pevney                 | USA                                    | 1952 | Sportdrama über einen gehörlosen Amateurboxer, der allmählich zum Profi aufsteigt und von seiner neuen Freundin an die Gehörlosenkultur herangeführt wird. |
| Thursday’s Children                                             | Lindsay Anderson, Guy Brenton | Vereinigtes Königreich                 | 1954 | Dokumentarfilm über die Gehörlosenschule Royal School for the Deaf in Margate (Oscar in der Kategorie Bester Dokumentar-Kurzfilm). |
| Helen Keller in Her Story                                       | Nancy Hamilton                | USA                                    | 1954 | Dokumentation über das Leben der taubblinden Schriftstellerin Helen Keller (Oscar für den Besten Dokumentarfilm). |
| Beyond Silence                                                  | Edmond Levy                   | USA                                    | 1960 | Dokufilm über die Gallaudet University, der ersten Universität für gehörlose und schwerhörige Studenten (Oscar-Nominierung als bester Dokumentar-Kurzfilm). |
| Johnny Belinda                                                  | Franz Josef Wild              | BRD                                    | 1961 | ARD-Fernsehremake von „Schweigende Lippen“ mit Violetta Ferrari und Hellmut Lange. |
| Licht im Dunkel                                                 | Arthur Penn                   | USA                                    | 1962 | Filmdrama über die Zusammenarbeit zwischen der sehbehinderten Lehrerin Anne Sullivan Macy und ihrer Schülerin Helen Keller (Oscars für die Hauptdarstellerin Anne Bancroft und die Nebendarstellerin Patty Duke).                                                              |
| Das Herz ist ein einsamer Jäger                                 | Robert Ellis Miller           | USA                                    | 1968 | Das Filmdrama handelt von einem gehörlosen Handwerker, der nach einem Umzug das Leben mehrerer Bewohner seiner neuen Heimatstadt beeinflusst (Oscar-Nominierungen für den Hauptdarsteller Alan Arkin und die Nebendarstellerin Sondra Locke).                                  |
| Der Wolfsjunge                                                  | François Truffaut             | Frankreich                             | 1970 | Literaturverfilmung François Truffauts über das wahre Leben des Wolfsjungen Victor von Aveyron. |
| Das Lied von Mord und Totschlag                                 | Paolo Cavara                  | Italien                                | 1972 | Anthony Quinn als Westernheld Erasmus „Deaf“ Smith |
| Deafula                                                         | Peter Wolf                    | USA                                    | 1975 | Der Horrorfilm handelt von einem gehörlosen Studenten, der sich regelmäßig in einen Vampir verwandelt. |
| Soweit das Auge reicht                                          | Erwin Keusch                  | BRD                                    | 1980 | Krimi um einen Gehörlosen, der um ein Millionenerbe kämpfen muss |
| Unser neuer Bruder                                              | Robert Michael Louis          | USA                                    | 1985 | Kinderfilm über die Freundschaft zwischen einem entlaufenen Orang-Utan und einem gehörlosen Jungen (Originaltitel: A Summer to Remember). |
| Gottes vergessene Kinder                                        | Randa Haines                  | USA                                    | 1986 | Melodram um einen jungen Lehrer an einer Schule für hörbehinderte Jugendliche, der sich in eine gehörlose Frau verliebt (Oscar für Hauptdarstellerin Marlee Matlin). |
| Die Glücksjäger                                                 | Arthur Hiller                 | USA                                    | 1989 | Komödie, in der eine gehörlose und eine blinde Person, die in einem Kiosk arbeiten, des Mordes beschuldigt werden. |
| Das Meer war ruhig                                              | Takeshi Kitano                | Japan                                  | 1991 | Das Filmdrama handelt von einem gehörlosen Müllsammler, der eine Karriere als Surfer beginnt (unter anderem Blue Ribbon Award als Bester Film). |
| Das Piano                                                       | Jane Campion                  | Australien, Frankreich, Neuseeland     | 1993 | Film über den Selbstfindungsprozess einer verheirateten, schweigenden Mutter, die im Neuseeland des 19. Jahrhunderts eine verbotene Liebesbeziehung eingeht (Goldene Palme von Cannes; Oscar für Hauptdarstellerin Holly Hunter).                                              |
| Vier Hochzeiten und ein Todesfall                               | Courtney Trouble              | Vereinigtes Königreich                 | 1994 | Britische Komödie, in der Charles (Hugh Grant) mit seinem gehörlosen Bruder David in der Britischen Gebärdensprache (BSL) kommuniziert. |
| Mr. Holland’s Opus                                              | Stephen Herek                 | USA                                    | 1995 | Eine Episode der fiktiven Lebensgeschichte des Komponisten und Musiklehrers Glenn Holland (Oscarnominierung für Richard Dreyfuss) behandelt das schwierige Verhältnis zu seinem gehörlosen Sohn, für dessen Liebe zur Musik Holland zunächst kein Verständnis aufbringen kann. |
| Jenseits der Stille                                             | Caroline Link                 | Deutschland                            | 1996 | Drama über eine hörende Tochter gehörloser Eltern, die die Welt der Musik entdeckt (Deutscher Filmpreis für Hauptdarstellerin Sylvie Testud). |
| Jenseits des Schweigens                                         | Fred Gerber                   | USA                                    | 1996 | Drama um eine misshandelte, gehörlose junge Frau, die bei einer Sozialarbeiterin aufgenommen wird und die Gebärdensprache erlernt (Originaltitel: Breaking Through bzw. After the Silence).                                                                                    |
| Das Land der Gehörlosen                                         | Waleri Todorowski             | Russland, Frankreich                   | 1998 | Der Film thematisiert sowohl die ungewöhnliche Beziehung zwischen zwei Frauen, eine von ihnen eine gehörlose Nachtclubtänzerin und die andere auf der Flucht vor der Mafia, als auch den Traum von einem imaginären Paradies.                                                  |
| Lieber Frankie                                                  | Shona Auerbach                | Vereinigtes Königreich                 | 1996 | Lieber Frankie (Originaltitel: Dear Frankie) ist ein britisches Filmdrama über eine Familie und die Beziehung eines gehörlosen Jungen zu seinem abwesenden Vater. |
| Bangkok Dangerous                                               | Oxide Pang Chun, Danny Pang   | Thailand                               | 2000 | Actionfilm über einen gehörlosen Mann, der Auftragsmorde für einen Gangsterboss durchführt und durch einen Rachefeldzug selbst in Gefahr gerät. |
| Sound and Fury                                                  | Josh Aronson                  | USA                                    | 2000 | Die Doku handelt von der Entscheidungsfindung zweier Familien, ob ihre gehörlosen Kinder Cochlea-Implantate bekommen sollen (Oscar-Nominierung in der Kategorie Bester Dokumentarfilm).                                                                                        |
| Stille Liebe                                                    | Christoph Schaub              | Schweiz                                | 2001 | Drama über eine gehörlose Nonne (Emmanuelle Laborit). |
| It’s All Gone Pete Tong                                         | Michael Dowse                 | Kanada, Vereinigtes Königreich         | 2004 | Mockumentary über den fiktiven, berühmten DJ Frankie Wilde, der gehörlos wird. |
| Touch the Sound                                                 | Thomas Riedelsheimer          | Deutschland, Großbritannien            | 2004 | Dokumentation über die weltbekannte Perkussionistin Evelyn Glennie, die als Kind den Großteil ihres Gehöres verlor. |
| Black                                                           | Sanjay Leela Bhansali         | Indien                                 | 2005 | Das Drama erzählt von der Geschichte eines jungen, taubblinden Mädchens, das die Gebärdensprache erlernt (Filmfare Award u. a. für Hauptdarstellerin Rani Mukherjee und den Film).                                                                                             |
| Die Familie Stone – Verloben verboten!                          | Thomas Bezucha                | Vereinigte Staaten                     | 2005 | Weihnachtsfilmkomödie, in der der älteste Sohn seine Verlobte der Familie vorstellt. Einer seiner jüngeren Brüder ist gehörlos und homosexuell. |
| Babel                                                           | Alejandro González Iñárritu   | Frankreich, Vereinigte Staaten, Mexiko | 2006 | In dem Film versucht eine junge, gehörlose Japanerin die Ablehnung ihrer Mitmenschen durch Drogen, Alkohol oder Partys zu kompensieren (Oscar-Nominierung für Darstellerin Rinko Kikuchi).                                                                                     |
| Love N’ Dancing                                                 | Robert Iscove                 | USA                                    | 2009 | Tanzfilm über einen gehörlosen Tanzlehrer, der sich in eine seiner Schülerinnen verliebt, mit der er an einem nationalen Swing-Wettbewerb teilnimmt. |
| Orphan – Das Waisenkind                                         | Jaume Collet-Serra            | USA, Deutschland, Kanada, Frankreich   | 2009 | Horrorfilm, in dem die kleine Tochter Max fast gehörlos ist. |
| Barfi – Liebe braucht keine Worte                               | Anurag Basu                   | Indien                                 | 2012 | Liebesfilm über die Dreiecksbeziehung zwischen einem gehörlosen Mann, seiner Jugendliebe und seiner Jugendfreundin. |
| I Love Her                                                      | Darija Perelaj                | Ukraine                                | 2013 | Der Film handelt vom Kennenlernen zweier lesbischer Frauen, von denen eine gehörlos ist. |
| Verstehen Sie die Béliers?                                      | Éric Lartigau                 | Frankreich                             | 2014 | Filmkomödie über das Leben einer gehörlosen Familie, deren in Gebärdensprache kommunizierender Vater Bürgermeister werden will und deren hörende Tochter eine Gesangskarriere anstrebt.                                                                                        |
| Die Sprache des Herzens – Das Leben der Marie Heurtin           | Jean-Pierre Améris            | Frankreich                             | 2014 | Französische Filmbiografie, basierend auf der wahren Geschichte der Marie Heurtin, einem taub und blind geborenen Mädchen im Frankreich des späten 19. Jahrhunderts. |
| The Tribe                                                       | Myroslaw Slaboschpyzkyj       | Ukraine                                | 2014 | In diesem Film wird ausschließlich in Ukrainischer Gebärdensprache kommuniziert und handelt von einem gehörlosen Teenager, der auf ein Internat für Gehörlose kommt. |
| A Silent Voice                                                  | Naoko Yamada                  | Japan                                  | 2016 | In diesem Anime-Film kommunizieren die Protagonisten Shōya Ishida und Shōko Nishimiya unter anderem in der japanischen Gebärdensprache. |
| Still                                                           | Mike Flanagan                 | USA                                    | 2016 | In dem Horrorfilm gerät eine gehörlose Schriftstellerin in ihrem abgelegenen Haus im Wald ins Visier eines Serienmörders. |
| Sign Gene: Die ersten tauben Superhelden                        | Emilio Insolera               | Italien, USA                           | 2017 | Superheldenfilm über einen gehörlosen Geheimagenten, der eine Reihe von Verbrechen aufklären soll, die von gehörlosen Mutanten begangen wurden. |
| Das stille Kind                                                 | Chris Overton                 | Vereinigtes Königreich                 | 2017 | In dem Film geht es um ein gehörloses Mädchen, das von seiner Familie keinerlei Unterstützung erhält und dank einer Sozialarbeiterin BSL erlernt (Oscar für den Besten Kurzfilm).                                                                                              |
| Wonderstruck                                                    | Todd Haynes                   | USA                                    | 2017 | Das Filmdrama erzählt die Geschichte von zwei gehörlosen Jugendlichen, die im Abstand von 50 Jahren in den USA leben. |
| A Quiet Place                                                   | John Krasinski                | USA                                    | 2018 | In dem Horror-Thriller kommuniziert eine Familie, die eine gehörlose Tochter hat, ausschließlich in Gebärdensprache, da jedes kleinste Geräusch die außerirdischen Kreaturen anlocken könnte.                                                                                  |
| Sound of Metal                                                  | Darius Marder                 | USA, Belgien                           | 2019 | Im Filmdrama verliert der Protagonist sein Gehör und muss anschließend Gebärdensprache lernen, um sich in einer gehörlosen Wohngemeinschaft zurechtzufinden. |
| Feeling Through                                                 | Doug Roland                   | USA                                    | 2020 | Film über die Begegnung zwischen einem obdachlosen Jugendlichen und einem taubblinden Passanten (Oscar-Nominierung als Bester Kurzfilm). |
| Coda                                                            | Siân Heder                    | USA                                    | 2021 | Im Filmdrama von Siân Heder geht es um eine Jugendliche, die als Einzige in ihrer Familie hören kann und Sängerin werden will (Oscar für den Besten Film, den Nebendarsteller Troy Kotsur und das Beste adaptierte Drehbuch).                                                  |
| Hörbar                                                          | Matthew Ogens                 | USA                                    | 2021 | Dokufilm über die Football-Mannschaft der Maryland School for the Deaf, einer Schule für Gehörlose (Oscar-Nominierung in der Kategorie Bester Dokumentar-Kurzfilm). |
| Kaffee und ein Paar neue Schuhe                                 | Gentian Koçi                  | Albanien, Griechenland, Kosovo         | 2022 | Der Film erzählt die Geschichte zweier eineiiger gehörloser Zwillingsbrüder, von denen einer später erblinden wird, da er das Usher-Syndrom hat. |
| Du sollst hören                                                 | Petra K. Wagner               | Deutschland                            | 2022 | |
| Sorda                                                           | Eva Libertad                  | Spanien                                | 2025 | Ein Paar bekommt ein Kind, die Mutter ist taub, der Vater hörend. Beide sind trotz ausführlicher Gespräche nicht auf die Auswirkungen vorbereitet, die die Geburt der Tochter mit sich bringen wird.                                                                           |
| Wenn du Angst hast nimmst du dein Herz in den Mund und lächelst | Marie Luise Lehner            | Österreich                             | 2025 | Anna, eine zwölfjährige Mädchen, wächst mit ihrer gehörlosen Mutter in Wien auf und wird beim Wechsel aufs Gymnasium mit den sozialen Unterschieden zu ihren Mitschülern konfrontiert.                                                                                         |

## Serien, die Gehörlosigkeit thematisieren
| Filmtitel          | Regie | Produktionsland | Jahr | Anmerkungen |
| ------------------ | ----- | --------------- | ---- | --- |
| Sehen statt Hören  |       | Deutschland     | 1975 | Wöchentliche Sendung, die verschiedene Themen zur Gehörlosenkultur in Deutscher Gebärdensprache und deutschsprachiger Untertitelung.                                                         |
| Deafplanet         |       | Kanada          | 2003 | Fernsehserie für Kinder in amerikanischer Gebärdensprache (ASL). Sie wurde von marblemedia in Zusammenarbeit mit TVOntario und der Kanadischen Kulturgesellschaft der Gehörlosen entwickelt. |
| Switched at Birth  |       | USA             | 2011 | Dramaserie über eine gehörlose Jugendliche, die herausfindet, als Baby im Krankenhaus vertauscht worden zu sein.                                                                             |
| Die Gehörlosen-Uni |       | USA             | 2020 | Netflixserie die einen Einblick in das Leben mehrerer Collegestudenten der Gallaudet University in Washington zeigt.                                                                         |
| Das Signal         |       | USA             | 2024 | Netflix-Serie, in der eine der Hauptfiguren gehörlos ist und ein Cochlea-Implantat von Advanced Bionics (Naida Marvel CI) trägt.                                                             |